# 卒業III 〜Wedding Bell〜
『卒業III Wedding Bell』（そつぎょうスリー・ウェディング ベル）は、小学館プロダクションより発売されたPlayStationおよびセガサターン用育成シミュレーションゲーム。

## 概要
『卒業』シリーズ10周年記念として製作された、ナンバリングタイトル第3作。清華女子高等学校の教師となり生徒を無事に卒業させる育成シミュレーションゲーム。本作では主人公はゲーム開始時に選択したヒロインの1人と結婚しており、一つ屋根の下で暮らしているという設定になっている。

## システム
ゲーム期間は1998年4月10日から翌年3月8日まで。1週間単位で平日の授業スケジュールを入力し、休日にはいくつかのデートスポットの中から選択した場所へ妻と出かける。学園祭や臨海学校、体育祭などの学校行事はミニゲームで進行する。従来の育成シミュレーションに加えて、「生徒の1人と結婚しているという秘密を隠し通す」という要素が加わっている。妻との休日デートを受け持ちの生徒に目撃されると、デートは途中で中止となる。そして学校内に主人公と妻である生徒に関する噂が発生する。目撃した生徒に速やかに口止めをすれば大事にはならないが、これを放置しておくと噂の内容がエスカレートすると共に、広範囲へ広まっていってしまう。噂の内容が「主人公は生徒と結婚している」という段階へ行き着くか、もしくは内容に関わらず噂が一定の範囲にまで広まると、学校新聞で結婚の事実がスクープされゲームオーバーとなる。この際に表示されるイベントCGにのみ、ヒロイン5人以外の一般女子生徒たちが登場する。生徒たちのパラメーターは何もしないと低下していく。また妻にあまり構ってあげず機嫌を損ねすぎると、離婚というバッドエンドを迎える場合がある。なおCG回想モードを備えているが、全てのイベントCGが見られるわけではなく、休日イベントのもの（休日デートの様子）と家庭イベントのもの（誕生日やクリスマスなどの行事の様子）を合わせて、ヒロイン1人につき66枚に限られている。

## 登場人物
主人公（姓名と誕生日を任意に設定可能）
大学を卒業し、清華女子高等学校に赴任したばかりの新人教師。大学生の頃に知り合い交際を始めていた女子高校生と就職前に入籍していたが、彼女が通う高校に就職が決まってしまったため、大騒動に発展。校長の温情により生徒との結婚を隠すこと、妻を含む問題児5人を集めた特別クラスを担当し彼女らを無事に卒業させること、以上2つの条件を満たせば結婚は認められて無事に免れる。そうでないならクビとなる。
入籍後は、根岸線を挟んで清華女子高等学校の西側の住宅街（現実の地理における石川町界隈）に建つマンションに妻と共に住んでいる。各ヒロイン毎に知り合った時期や経緯は異なるが、いずれも妻が高校2年生の時に入籍している。
入籍はしているが結婚式は挙げていないため、結婚指輪の交換は行なっておらず、従って身に着けているのは婚約指輪である。なお結婚は秘密であるため、どのヒロインも学校では婚約指輪を外しており、自宅内や休日にのみ左手の薬指にはめている。妻の高校卒業後、関係を公表し念願の結婚式を挙げた。
両親の都合で転校が多かったため、なかなか友達が出来ないという寂しい子供時代を過ごした。

### ヒロイン
プレイヤーの教え子は5人。その中から妻となるキャラクターを選んでからゲームが開始する。
尾崎 恭子（おざき きょうこ）
声：古山あゆみ
11月22日生まれ（蠍座）。身長160cm、スリーサイズはB82/W53/H83。夫の呼び方は「あなた」。得意科目は芸術（音楽）、苦手科目は協調性と素行、趣味は作編曲。
ウェーブのかかった長髪に浅黒い肌で、左目の下に黒子がある。尾崎家の長女。同じく清華女子高等学校に通う妹が1人おり、この妹は彼女が主人公と結婚するに至る過程で一役買った。
制服は上着の裾とスカート丈を短くしており、腰にベルトを巻きルーズソックスを着用。右手の人差し指と中指に指輪をはめ、イヤリングを着けている。自宅では髪をポニーテールに纏め、裾の短いノースリーブのシャツにジーンズを着用している。
主人公とは酔っ払いに絡まれているところを助けられたことがきっかけで知り合った。酔っ払い（空手の有段者）に前歯をへし折られた主人公を彼の自宅まで送り、翌日見舞いに訪れてから交際が始まった。就職活動で忙しく精神的に余裕を無くしていた主人公と仲違いした時期があるが、反省した主人公から復縁を求められ元の鞘に収まった。家族には主人公との交際を秘密にしていたが、町で父親と一緒にいるところを見て「また男に絡まれている」と思い違いをした主人公が勇んで現れたことから発覚、共々自宅へ連行され、両親の前に引き出された。ただ両親に彼氏を紹介し交際を認めてもらうだけのはずが、その場の全員が妹に煽られて一気に結婚話まで纏まってしまった。
面倒見が良く姉御肌で友人から頼られているが、自己主張が強く、些細なことが夫婦喧嘩の原因になることも少なくない。一度ヘソを曲げると意固地になってしまう性質。夏にしか泳がず、冬に室内プールへ行ったりはしないという、独自のこだわりを持つ。
菊池 希美（きくち のぞみ）
声：中山真奈美
4月26日生まれ（牡牛座）。身長157cm、スリーサイズはB85/W53/H87。夫の呼び方は「旦那様」。得意科目は魅力、苦手科目は常識、趣味はショッピング。
髪は腰まであるストレートで、少し眉が太め。実家は静岡で茶畑を持っている大地主。父親は何度も再婚しており、腹違いの兄が2人いる。現在の母親は実母ではないが、仲は良い。
制服は規定の通り着用しており、黒のスットキングを穿いている。自宅では長い髪を左右2つの三つ編みに纏め、割烹着を着ている。
主人公とは、友人とはぐれて迷子になっていたところを駅まで送ってもらったことがきっかけで知り合った。実はその折に主人公に一目惚れしており、主人公と再び会うために何日も長時間駅前で待ち伏せしていた。やがて主人公と再会を果たすが、無理が祟って体調を崩し、主人公の部屋で介抱を受けたが、たまたま訪ねて来た主人公が好意を寄せている女友達にその様子を見られてしまい、これが原因で彼は振られてしまった。2度目の再会の際にもやはり体調を崩し、今度は自身の部屋に主人公を招いて看病を受け、それから交際が始まった。その後2人の交際は兄達の知るところとなり、主人公共々静岡の実家に呼び出され父や兄達から詰問を受けたが、母が味方についてくれたこともあり交際が認められ、結婚話まで纏まった。
箱入り娘であるため非常にマイペースで天然気味な性格であるが、その性格を利用して我が侭を押し通そうとするような強かさも持ち合わせている。自身の言動が少々子供っぽいことを気にしているが、それすらも主人公に甘えるための武器として使うことがある。なお、小説版では希美が主人公と結婚しているという設定になっている。
斎藤 由加里（さいとう ゆかり）
声：小松里賀
7月12日生まれ（蟹座）。身長162cm、スリーサイズはB83/W54/H85。夫の呼び方は「あなた」。得意科目は体力、苦手科目は文系と理系、趣味は格闘技（プロレス）。
髪は毛先が大きく外側に跳ねたセミショートで、2つの髪留めで前髪を分け、額を大きく出している。父子家庭で父は寿司職人、兄が1人いる。
制服は丈を短くしたスカートをサスペンダーで釣り、スパッツ着用。自宅では髪を左右側頭部で2つに結び、胸に「33」とプリントされた半袖Tシャツにだぶだぶのジーンズというラフな格好をしている。
主人公とは、兄に連れられて遊びに行った大学の学園祭で、屋台の料理に手間取っていた主人公を手伝ったことがきっかけで知り合った。それから度々大学を訪れるようになり、やがて主人公にデート（プロレス観戦）を申し込み交際が始まった。主人公が彼女の誘いを受けたのは、彼女の背後で兄が必死の形相で拝むジェスチャーをしていたためである。その後交際が父に知られ、包丁が飛び出す騒動を経て結婚話が纏まった。
職人の父に育てられたため、気風の良い性格をしている。非常に活動的で天真爛漫だが、実はとても寂しがり屋で涙もろい。また細身だがかなりの腕力を持つ。
松山 美咲（まつやま みさき）
声：高橋千晶
1月31日生まれ（水瓶座）。身長162cm、スリーサイズはB82/W53/H82。夫の呼び方は「ダーリン」。得意科目は文系と理系、苦手科目は常識、趣味は人間観察。
髪はウェーブをかけて毛先を丸めたシルバーグレーのロングで、薄く化粧をしている。父は世界的な実業家で、母は父の秘書をしている。
制服は規定の通り着用しているが、イヤリングを着け、靴はハイヒールを履いている。自宅では外出時とはうって変わり、髪のウェーブを解いて化粧を落とし、ノースリーブのブラウスにスパッツという地味な格好をしている。
主人公とは、一人で公園のブランコに座って遊んでいる子供たちを眺めている時に出会った。そのあまりにも寂しげな様子を見かねて声をかけてきた主人公に親の都合で転校が多く孤独な胸の内を明かし、幼い頃同じ境遇だった彼と意気が通じる。それから交際するようになるが、程なくして再び転校しなければならない状況になった際、主人公は彼女の両親の元へ押しかけ、転校させないようにと懇願した。娘が長年寂しさに耐えていたことを知った父は、主人公が「責任を取る」ことを条件に聞き入れる。自身もすんなりこの条件を承諾し、結婚が決まった。
外出時は化粧をしてスーツを着ている上、社交術に長けているため実年齢よりもずっと大人びて見えるが、プライベートでは子供のようにやたらベタベタと甘えたがる。なお近所の奥様方からは成人女性だと勘違いされており、セーラー服を着ているのは夫の趣味で女子高生のコスプレをさせられているためと思われている。
渡辺 和恵（わたなべ かずえ）
声：根橋美絵子
9月13日生まれ（乙女座）。身長166cm、スリーサイズはB86/W55/H87。夫の呼び方は「先生」。得意科目は文系と理系、苦手科目は体力と芸術、趣味は読書（学術書）。
髪はセミロングで、後頭部で1つの団子に纏めている。グラフィック上、ヒロイン5人の中で特にバストが大きく描かれている。両親は薬局を営んでおり、自身とは正反対の性格をした29歳の姉がいる。この姉は主人公が通っていた大学のOGである。
制服は規定通りに着用している。自宅では髪を襟足で結び、ボーダー柄のだぶだぶのシャツを着ている。
主人公とは、彼が大学の先輩である姉に頼まれ家庭教師にやって来たことで知り合った。人見知りする性格が災いし、互いに好意を抱いていることを感じながらも無口で無愛想な態度をとったため微妙な関係が続いていたが、同級生の男子からデートに誘われた際、主人公に止めてもらいたくて打ち明けたところ、やはり自分の気持ちに素直になれない彼に応援されてしまい、酷く落胆する。同級生の男子とデート中、姉に紹介された女性とデートしていた主人公と鉢合わせして気持ちが抑えられなくなり号泣、初めて互いの想いを伝え合い交際が始まった。主人公とのデートを目撃した姉によって交際を両親にバラされ詰問を受けるが、結局交際を認められた上に結婚話まで纏まってしまった。
妄想癖あり。照れ屋なため、夫のことを「あなた」と呼べないでいる。控え目で男を立てる性格だが、言いたいことを我慢して溜め込み続け、後々突然に爆発する傾向がある。臨海学校に大胆なビキニの水着を持っていくような一面も持つ。快活な姉に苦手意識を持っている。なお隣家の奥さんからは主人公の妹だと勘違いされており、「息子の嫁に」と迫られている。

### サブキャラクター
校長
声：岸野幸正
清華女子高等学校の校長。怒りの沸点が低いものの、その一方で情に厚い人物。主人公夫妻の噂が広まる度に、わざわざ朝礼で全校生徒に対し否定してくれる。ちなみに朝礼時、演台で長々と喋っている校長の後ろでは、椅子に座った教師たちが居眠りしている。
カウ・ベル
声：岡本麻見
デフォルメされた牛の姿をしたマスコットキャラクター。ゲームの進行案内役であり、スケジュール入力画面等あちこちに出没する。なおゲーム中のヘルプメニューは、カウ・ベルからレクチャーを受けるという体裁になっている。

## 清華女子高等学校
- 生徒数810名
- 進学率85%
- 校訓は「汝の隣人を愛せよ」
- 制服は白と緑を基調としたセーラー服、リボンタイは黄

（データは1998年時点のもの）

## 主題歌
オープニングテーマ「Happy Bell 〜幸せのベルを鳴らせ！〜」
作詞：横山武 / 作曲：樫原伸彦 / 編曲：大友博輝
歌：尾崎恭子（古山あゆみ）、菊池希美（中山真奈美）、斎藤由加里（小松里賀）、松山美咲（高橋千晶）、渡辺和恵（根橋美絵子）
エンディングテーマ「天使のくちびる」
作詞：横山武 / 作曲：甲斐完司 / 編曲：大友博輝
歌：尾崎恭子（古山あゆみ）、菊池希美（中山真奈美）、斎藤由加里（小松里賀）、松山美咲（高橋千晶）、渡辺和恵（根橋美絵子）

## 評価
PS版は電撃PlayStationDPSソフトレビューでは75、95の170点。レビュアーのうち1人は卒業シリーズのシステムは特段よくできているわけではないが秘密の新婚生活を送るシチュエーションにぐっと来る、ちゃんとプレイしていれば週1回はイベントCGを見られる、メッセージがフルボイス、歌詞つきのOPのセンスも悪くない、キャラクターが好きなら買って損はないとし、もう1人は育成SLGとしては過去作より簡単になっていて遊びやすいが何をしているのか今一つ分かりにくかったが、秘密の新婚生活というシチュエーションやキャラクターに肯定的だった。

## 関連書籍
攻略・資料集
- 卒業III 〜Wedding Bell〜 攻略 & 設定資料集 for PlayStation & SATURN（新声社〈ゲーメストムックEX〉）

1998年5月2日初版 ISBN 488199476X
- 卒業III 〜Wedding Bell〜 公式ガイドブック プレイステーション & セガサターン対応（小学館〈ワンダーライフスペシャル〉）

1998年5月1日初版 ISBN 409102629X
- 卒業III 〜Wedding Bell〜 メモリアルブック（光栄）

1998年4月25日初版 ISBN 4877195858
小説
- 阪口和久『卒業III 恋しくて…』（メディアワークス〈電撃G's文庫〉）

1998年7月25日初版 ISBN 4-07-309275-8
希美をヒロインに据えたノベライズ版。挿絵の担当は原作ゲームと同じ菊地洋子。

## CD

### Happy Bell 〜幸せのベルを鳴らせ！〜
「Happy Bell 〜幸せのベルを鳴らせ！〜」（）は、ヒロイン5人による主題歌を収録したシングルCD。
収録曲
1. Happy Bell 〜幸せのベルを鳴らせ！〜 [?:]
  -  : 作詞：横山武 / 作曲：樫原伸彦 / 編曲：大友博輝
  - ゲーム『卒業III Wedding Bell』オープニングテーマ
2. 天使のくちびる [?:]
  -  : 作詞：横山武 / 作曲：甲斐完司 / 編曲：大友博輝
  - ゲーム『卒業III Wedding Bell』エンディングテーマ
3. Happy Bell 〜幸せのベルを鳴らせ！〜（オリジナル・カラオケ）
4. 天使のくちびる（オリジナル・カラオケ）

### Vocal Collection
シングルCD収録の主題歌2曲に加え、ヒロイン5人のキャラクターソングと自己紹介を収録。
収録曲
1. Happy Bell 〜幸せのベルを鳴らせ！〜
  - 歌：尾崎恭子（古山あゆみ）、菊池希美（中山真奈美）、斎藤由加里（小松里賀）、松山美咲（高橋千晶）、渡辺和恵（根橋美絵子）
2. 自己紹介：渡辺和絵（根橋美絵子）
3. 恋人達のロードショー
  - 歌：渡辺和絵：根橋美絵子
4. 自己紹介：斎藤由加里（小松里賀）
5. 今夜はカレー
  - 歌：斎藤由加里（小松里賀）
6. 自己紹介：尾崎恭子（古山あゆみ）
7. 甘いジェラシー
  - 歌：尾崎恭子（古山あゆみ）
8. 自己紹介：菊池希美（中山真奈美）
9. なみだ橋
  - 歌：菊池希美（中山真奈美）
10. 自己紹介：松山美咲（高橋千晶）
11. Blue Birds
  - 歌：松山美咲（高橋千晶）
12. 天使のくちびる
  - 歌：尾崎恭子（古山あゆみ）、菊池希美（中山真奈美）、斎藤由加里（小松里賀）、松山美咲（高橋千晶）、渡辺和恵（根橋美絵子）

### ドラマCD
TBSラジオにて放送されたボイスドラマ全10話とCD用録り下ろしドラマ1話を収録したドラマCD。主人公役のキャストとして古谷徹が参加。

## 関連商品
- 卒業アルバム（小学館プロダクション）

本作の発売に先駆けてリリースされたセガサターンソフト。ゲームソフトではなくマルチメディアソフトであり、本作のプロモーションビデオと原画のほか、過去作の原画や旧作出演者の座談会が収録されている。1998年1月15日発売、税別定価3800円。（型番T-10504G）
- 卒業III DESKTOP COLLECTION（小学館プロダクション）

windows 95、98向けのデスクトップアクセサリー集。ボイス入りのカレンダー、時計、電卓に加え、壁紙、システムボイス、文書プリント用テンプレート集、設定資料集を収録。1998年8月28日発売、税別定価4800円。（型番MMCR-0009）
- 卒業III アクションドール（タカラ）

ヒロイン5人の着せ替えドール。ボディには同社より販売されていた「ジェニー」のスーパーアクションボディシリーズと同サイズの物が使用されている。1998年7月より11月まで各月一体ずつ発売、税別定価各9800円。
- ジグソーパズル（エポック社）

ヒロイン5人の集合図を使用したジグソーパズル。初回限定特典としてメインビジュアルを描いたカードが付属する。1998年発売。
- 私立清華女子高等学校卒業生名簿（ムービック）

卒業10周年企画の一環として、本作発売にあわせ販売されたトレーディングカード。卒業1〜3、クロスワールド、バケーションのキャラクターが用いられている。ノーマル・レア合わせた全139種のほか、BOX特典カード1種、キャンペーン配布限定カード5種が存在する。1998年発売、1パック10枚入りで税別定価360円。

## 結婚 〜Marriage〜との関係
元々本作品は『結婚 〜Marriage〜』を発展させた作品として企画され、『卒業』シリーズの作品ではなかった。しかし、製作中に初代『卒業』の企画から数え10周年の節目差し掛かり、『卒業』シリーズの最終作、「卒業III」として企画の方向転換がなされた。生徒と教師（プレイヤー）が婚姻関係にあるのは『結婚』の続編企画としての名残である。